# F1モデル
F1モデル（エフワンモデル）とは、2005年5月から9月までフジテレビで放送されていた、F1情報番組。放送日は木曜深夜25時台であるが、放送時間は固定されておらず、30分の回もあれば、1時間の回もあった。「女性のためのF1情報番組」をコンセプトに、テクノロジー等の解説を極力排する一方で、主にF1ドライバーの素顔やヨーロッパの上流階級・セレブリティの社交場としてのモータースポーツの側面などを紹介している。

## 出演者
- 山田優
- 滝沢沙織
- 堀内葉子
- 伊藤利尋